# Cruel Summer (série de televisão)
Cruel Summer é uma série de televisão de suspense dramático criada por Bert V. Royal, e estrelada por Olivia Holt, Chiara Aurelia, Froy Gutierrez, Harley Quinn Smith, Brooklyn Sudano, Blake Lee, Allius Barnes, Nathaniel Ashton e Michael Landes. A série estreou no Freeform em 20 de abril de 2021.
Em junho de 2021, foi renovada para uma segunda temporada.
No Brasil, o lançamento da segunda temporada de Cruel Summer vai ser em 11 de agosto de 2023, no Prime Video.

## Elenco e personagens

### Principal
| Intérprete         | Personagem      |
| ------------------ | --------------- |
| Olivia Holt        | Kate Wallis     |
| Chiara Aurelia     | Jeanette Turner |
| Froy Gutierrez     | Jamie Henson    |
| Harley Quinn Smith | Mallory Higgins |
| Brooklyn Sudano    | Angela Prescott |
| Blake Lee          | Martin Harris   |
| Allius Barnes      | Vince Fuller    |
| Nathaniel Ashton   | Ben Hallowell   |
| Michael Landes     | Greg Turner     |

### Recorrente
| Intérprete        | Personagem   |
| ----------------- | ------------ |
| Sarah Drew        | Cindy Turner |
| Barrett Carnahan  | Derek Turner |
| Nicole Bilderback | Denise       |
| Andrea Anders     | Joy Wallis   |
| Ben Cain          | Rod Wallis   |

## Produção

### Desenvolvimento
Em 25 de setembro de 2019, o Freeform deu um pedido piloto no verão passado. Em 17 de janeiro de 2020, Last Summer foi escolhido para a série. A série foi criada por Bert V. Royal, que também era atuaria como produtor executivo ao lado de Jessica Biel, Michelle Purple e Max Winkler, que também dirigiu o piloto. As produtoras envolvidas com a série são Entertainment One e Iron Ocean Productions. Em 18 de maio de 2020, Last Summer foi renomeado como Cruel Summer. A série estreou em 20 de abril de 2021. Em 15 de junho de 2021, Freeform renovou a série para uma segunda temporada. Em 6 de julho de 2021, foi relatado que Royal saiu da série após o piloto após desentendimentos com um executivo da rede.

### Seleção de elenco
Em 13 de novembro de 2019, foi relatado que Michael Landes, Brooklyn Sudano, Harley Quinn Smith, Chiara Aurelia, Mika Abdalla, Froy Gutierrez, Allius Barnes, Blake Lee e Nathaniel Ashton foram escalados para papéis regulares na série. Em 18 de maio de 2020, Olivia Holt substituiu Mika Abdalla. m 30 de outubro de 2020, Sarah Drew se juntou ao elenco em um papel recorrente. Em 11 de março de 2021, Barrett Carnahan, Andrea Anders, Benjamin J. Cain e Nicole Bilderback foram escalados para papéis recorrentes.

## Recepção
No Rotten Tomatoes, a série detém um índice de aprovação de 90% com base em 21 críticas, com uma classificação média de 7,9/10. O consenso crítico do site afirma: "Embora possa estar acontecendo um pouco demais, as deliciosas voltas e reviravoltas agradáveis de suas jovens estrelas de Cruel Summer são sempre divertidas". No Metacritic, a série tem uma pontuação média ponderada de 74 de 100 com base em 12 avaliações, indicando "críticas geralmente favoráveis".
Pela segunda temporada, Sadie Stanley recebeu elogios por sua atuação como a jovem Megan Landry: "ela simplesmente cravou uma das melhores atuações de 2023", apontou o site Diário de Séries.